# Парафія

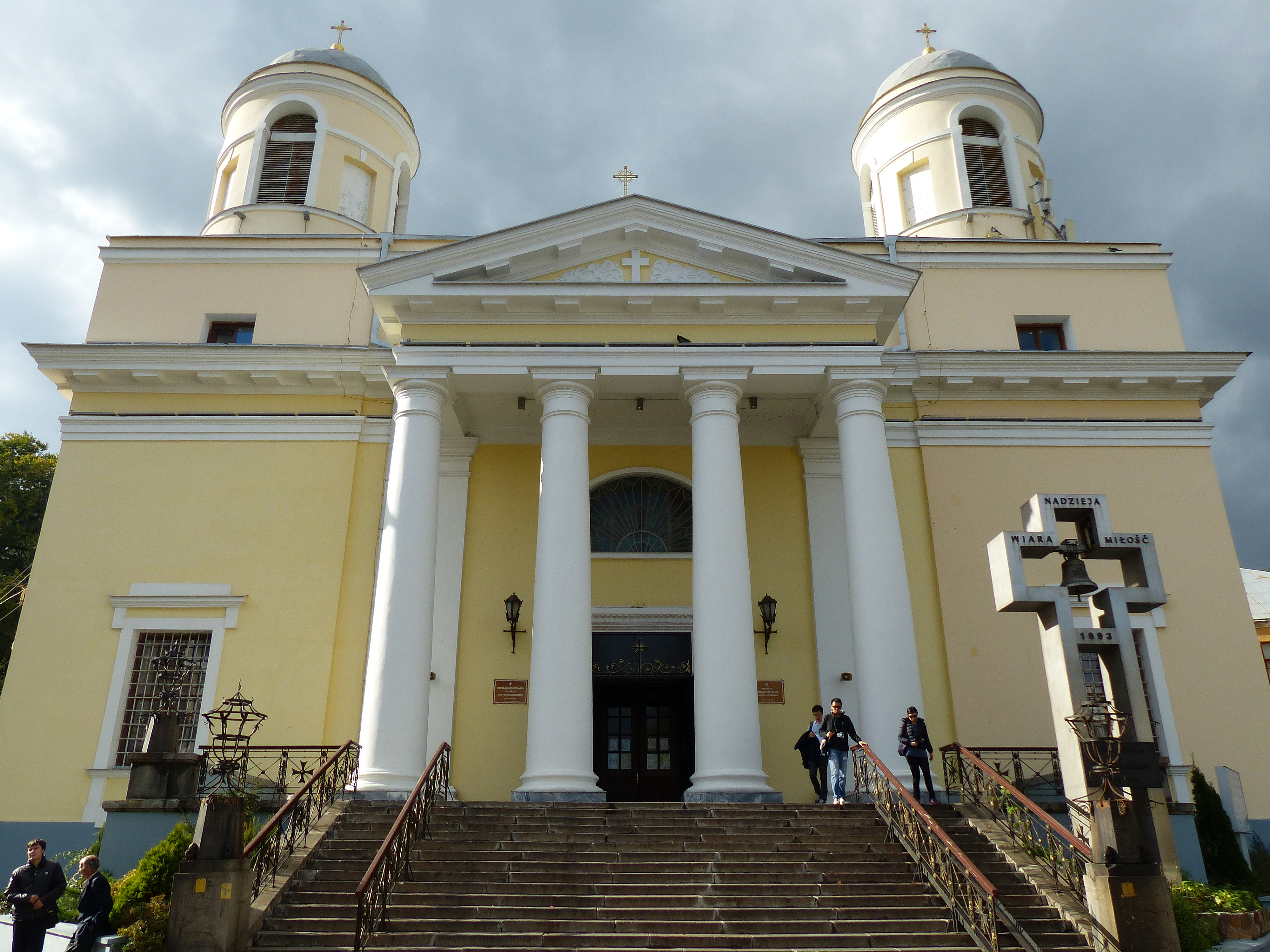
Парафія святого Олександра об'єднує громаду київських католиків довкола Олександрівського собору.

Пара́фія (грец. παροικεω, paroikeo  жити поруч, жити по сусідству, лат. paroecia, «церковна громада») — у християнстві церковно-адміністративна організація найнижчого рівня в межах однієї діоцезії (єпископства, єпархії). Громада (клір і миряни) одного храму-церкви; так звані парафія́ни. Також — місцевість, де живуть члени цієї громади, або церковна власність громади. Перебуває під пасторською опікою та церковним контролем парафіяльного священника — настоятеля парафіяльної церкви. Керується радою парафії та настоятелем (парохом, пастором, плебаном тощо). Перебуває під наглядом єпископа, який затверджує парафіяльного священика. У деяких католицьких і протестантських країнах — адміністративно-територіальна одиниця нижчого рівня, що відповідає повіту або волості.

## Назва
- Пара́фія (через пол. parafia, parochia і лат. paroecia від грец. παροικία, paroikia; утвореного від грец. παρά — «біля» + грец. οἶκος — «дім»)[1] — християнська українська традиційна назва. Спільна для всіх християнських конфесій: Римо-Католицької, Греко-Католицької, православних та протестантських церков.
- Пара́хвія — застаріла назва[2] (з вимовою первісно невластивого українській мові ф як [хв]).
- Паро́хія — діалектна (західноукраїнська) назва[3].
- Прихі́д — російська назва парафії, що походить від слова «приходити»; зустрічається в східноукраїнських громадах Московського патріархату. Парафіяни таких громад називаються на російський лад «прихожанами»; несумлінні парафіяни — «захожанами».
- Кі́рхшпіль — німецька назва парафії; поширена серед балтійських і українських лютеран.
- Пробо́ство — польська назва парафії, що походить від посади пробста; поширена серед західноукраїнських римо-католиків.

## Церковна громада

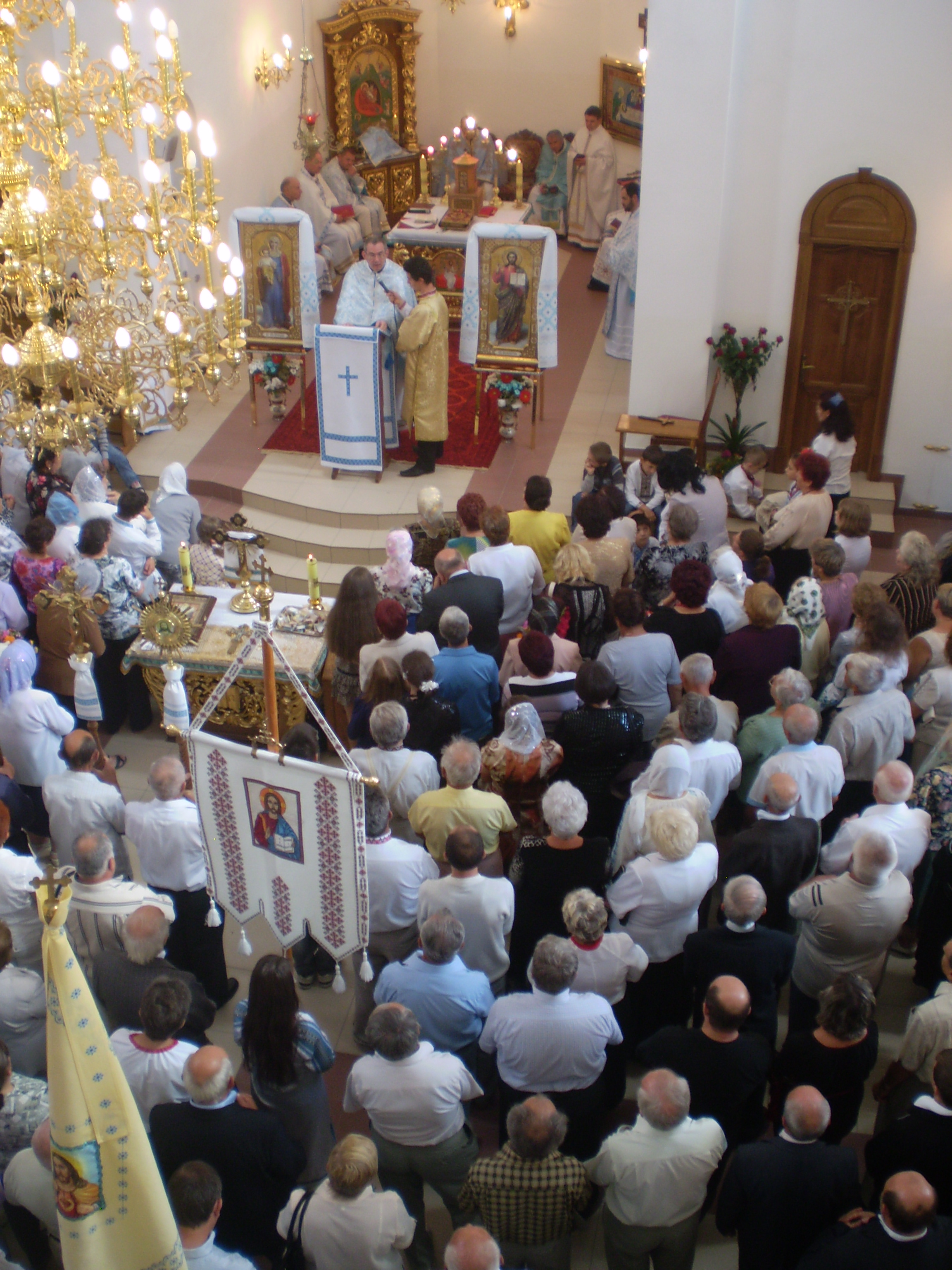
Парафіяни Дрогобицької церкви Успіння на богослужінні.

Парафія об'єднує християн певної конфесії на певній території для спільного здійснення права на свободу віросповідання, місіонерства, взаємодопомоги тощо. Члени парафії — парафіяни. Вони беруть участь у літургії, таїнствах Церкви; дотримуються церковних і парафіяльних правил; творять діла віри, милосердя та добродійності; займаються релігійно-моральним вихованням, господарською і виробничою діяльністю тощо. Парафіяни утримують парафіяльний клір, храм та інші парафіяльні установи.
Парафія утворюється за бажанням вірян, які досягли повноліття, з благословення єпархіального архієрея. В Україні щоб отримати статус юридичної особи парафію реєструють в органах державної влади в передбаченому чинним законодавством порядку, на підставі поданої заяви, підписаної не менш як десятьма фізичними особами, які утворили цю парафію. Межі парафії визначає Єпархіальна рада, з благословення керівного архієрея, вона розпочинає свою діяльність після благословення єпархіального архієрея.
Парафія підзвітна своєму єпископові (єпархіальному архієрею). Вона виконує рішення Єпархіальних зборів, Єпархіальної ради та розпорядження єпископа.
Парафія має у своїй власності храм (отриманий від органів державної влади та місцевого самоврядування, або наданий у користування), церковне начиння та інше майно. Парафіяни несуть відповідальність за збереження храму, роздачу майна нужденним. Парафія може купувати, будувати або орендувати будинки, приміщення й інше майно, необхідне для своїх потреб. Парафіяни відраховують кошти на потреби єпархії (єпископства), у порядку і розмірах, які встановили самі або органами єпархії. Парафіяльні храми, молитовні будинки та каплиці влаштовуються з благословення єпископа та з додержанням установленого законом порядку.
Парафія припиняє існування за рішенням вірян або єпископа, згідно зі Статутом, або відповідно до чинного законодавства.
Парафія керується настоятелем, Парафіяльними зборами та Парафіяльною радою. Контрольним органом фінансово-господарської діяльності п. є Ревізійна комісія.